# ビーグル (駆逐艦・2代)
|          |                                                                             |
| 艦歴     |                                                                             |
| 発注     | 1929年3月4日                                                                |
| 起工     | 1929年10月11日                                                              |
| 進水     | 1930年9月26日                                                               |
| 就役     | 1931年4月9日                                                                |
| 退役     | 1945年5月24日                                                               |
| 性能諸元 |                                                                             |
| 排水量   | 基準 1,360トン、満載 1,790トン                                              |
| 全長     | 98.5 m (323 ft)                                                             |
| 全幅     | 9.83 m (32.3 ft)                                                            |
| 吃水     | 3.7 m (12.3 ft)                                                             |
| 機関     | アドミラリティ・ボイラー3基、パーソンズ式蒸気タービン2基2軸推進、34,000 shp |
| 最大速   | 35ノット (65 km/h)                                                          |
| 航続距離 | 4,800海里（15ノット時）                                                     |
| 乗員     | 142名                                                                       |
| 兵装     | 4.7インチ砲4門 2ポンド対空砲2門 21インチ魚雷発射管8門                       |

ビーグル (HMS Beagle, H30) はイギリス海軍のB級駆逐艦。
その名を持つ艦としては7隻目。

## 艦歴
就役当初は地中海艦隊に配属されたが、1936年に本国艦隊に移った。ビーグルは第二次世界大戦のほとんどを護衛任務に費やし、ノルウェーの戦い、大西洋の戦い、トーチ作戦、北極圏における護送船団の護衛任務などに参加した。
1945年5月9日にはブルドッグと共にチャネル諸島の
セント・ピーター・ポートに入港し、ドイツ駐屯軍の降伏を受け入れた。
ビーグルは1945年5月24日に退役し、1946年に解体された。